# Goodnight Vienna
Goodnight Vienna (сленг. Всё кончено) — четвёртый студийный альбом британского музыканта, барабанщика группы The Beatles Ринго Старра, записан летом 1974 года в Лос-Анджелесе, и выпущен позже в том же году.
Хотя все члены Beatles внесли свой вклад в предыдущий альбом Ringo, только Джон Леннон участвовал в записи Goodnight Vienna. Альбом стал хитом, но менее успешным, чем предыдущий.
Сингл с альбома, кавер-версия песни The Platters «Only You (And You Alone)», достигла 6 места в чартах США. Альбом достиг 8 строчки чарта в США, в конце концов получил золото, и отзывы были в целом благоприятными. Второй сингл, «No No Song» достиг № 3 в американских чартах. Тем не менее, альбом достиг только № 30 в Великобритании, и это оставалось лучшим достижением Старра в чартах его родины до 1998 года.
Goodnight Vienna был ремастирован и переиздан на CD в 1992 году с тремя бонус-треками: 1972 хит-сингл «Back Off Boogaloo», его B-side «Blindman» и расширенная версия «Six O’Clock» авторства Маккартни, сокращенный вариант которой ранее появился на LP версии Ringo.

## Список композиций
1. «(It’s All Da-Da-Down To) Goodnight Vienna» (Джон Леннон) — 2:35
2. «Occapella» (Аллен Туссен) — 2:55
3. «Oo-Wee» (Вини Понция/Ричард Старки) — 3:45
4. «Husbands and Wives» (Роджер Миллер) — 3:34
5. «Snookeroo» (Элтон Джон/Берни Топин) — 3:27
6. «All By Myself» (Вини Понция/Ричард Старки) — 3:21
7. «Call Me» (Ричард Старки) — 4:07
8. «No No Song» (Хойт Экстон/Дэвид Джексон) — 2:33
9. «Only You (And You Alone)» (Бак Рам/Энди Рэнд) — 3:26
10. «Easy For Me» (Гарри Нилссон) — 2:20
11. «Goodnight Vienna (Reprise)» (Джон Леннон) — 1:20
Бонус-треки переиздания 1992 года
12. «Back Off Boogaloo» (Старки) — 3:22
13. «Blindman» (Старки) — 2:46
14. «Six O’Clock (Extended Version)» (Маккартни) — 5:23